# Hileithia nacobora
Hileithia nacobora là một loài bướm đêm trong họ Crambidae.